# José Pereira Lira
José Pereira Lira (Cruz do Espírito Santo, 23 de agosto de 1899 — Rio de Janeiro, 31 de maio de 1985) foi um advogado e político brasileiro. Nascido na cidade do Espírito Santo, atual Cruz do Espírito Santo (PB), no dia 23 de agosto de 1899, filho de Belmiro Pereira Lira e de Maria Teófila de Sousa Lira. Foi casado com Beatriz de Almeida Pereira Lira, com quem teve dois filhos.
Frequentou o Colégio Pio V na cidade da Paraíba, atual João Pessoa, e ingressou na Faculdade de Direito de Recife em 1916. Posteriormente, obteve graduação como bacharel em Ciências Jurídicas e Sociais.
Em 1920, regressou do Recife à Paraíba e começou a trabalhar como advogado criminal. Também atuou no Departamento de Instrução Pública, foi professor de humanidades na Escola Normal da Paraíba e ainda colaborou com jornais locais, escrevendo artigos relativos a economia e finanças. Em 1922, mudou-se para o Rio de Janeiro, então Distrito Federal, onde ingressou no Ministério Público e ocupou os cargos de Adjunto de Promotor, Promotor Público e Procurador do estado da Paraíba no Distrito Federal.
Em novembro de 1933, iniciou sua atuação como deputado na Assembleia Nacional Constituinte pela Paraíba, na legenda do Partido Progressista (PP) e teve o mandato até maio de 1935. Foi líder da bancada no PP da Paraíba e, em 1937, exerceu a função de primeiro-secretário da Câmara, elaborando o anteprojeto de Constituição do estado da Paraíba. Permaneceu no cargo até 10 de novembro de 1937.
Após esse período, dedicou-se ao magistério e à advocacia, até que, em 31 de janeiro de 1946, foi empossado chefe do Departamento Federal de Segurança Pública (DFSP) à convite do presidente Eurico Dutra. Posteriormente, em dezembro, ocupou a chefia do Gabinete Civil da Presidência da República, substituindo Gabriel Monteiro da Silva.
Com o término do mandato de Dutra em 31 de janeiro de 1951, deixou o Gabinete Civil e tornou-se ministro do Tribunal de Contas da União (TCU). Nos anos de 1958, 1959 e 1969, ocupou a presidência do TCU e, neste último ano, ao completar 70 anos de idade, foi aposentado.
Foi membro do Instituto dos Advogados do Distrito Federal, participou da comissão responsável por organizar o Código Penitenciário do Brasil. Faleceu em 31 de maio de 1985 no Rio de Janeiro.
Publicações: Ato de fé na democracia, Temas de nossos dias, As contas do presidente da república, Revisão e emenda constitucional, Prerrogativas do ministério público, Planos de defesa contra o efeito das secas nos estados no Norte, Questão tributária, Incorporação dos silvícolas brasileiros à comunhão nacional, Conservação e reforma da instituição do júri, Liberdade de cátedra, Unidade de magistratura e unidade de processo, Autonomia dos estados e intervenção federal, O artigo 175 da Constituição de 1934, Da prescrição extintiva e do embaraço judicial, As constituições estaduais, As taxas de exportação, Limites interestaduais e Projetos de constituição do estado da Paraíba.